# Karin Koopman
Karin Koopman (27 september 1949) is een Nederlands zangeres en klavecinist die tevens gezondheidszorgpsycholoog is.
Na haar studie pedagogiek werkte ze bij een project ter ontwikkeling van gedifferentieerd onderwijs en als schoolbegeleider. Verder volgde ze een opleiding in de systeemtheorie in Antwerpen en een opleiding in systemisch werk bij het Bert Hellinger-instituut. Sinds 1996 heeft ze een eigen praktijk op het gebied van coaching, supervisie en training.
Steeds combineerde ze studie en werk met muziekactiviteiten. Koopman begon al vroeg met pianoles en stapte rond 1970 over op de klavecimbel. Ze kreeg les van Henk Bouman, toentertijd klavecinist bij Musica Antiqua Köln, en van Thérèse de Goede. Ook volgde ze het hoofdvak klavecimbel aan het Hilversums conservatorium en kreeg ze privéles van Tini Mathot, de echtgenote van Ton Koopman.
Verder kreeg ze zangles van een leerlinge van Aafje Heynis en Joke de Vin en ensembleles van Philippe Herreweghe. Ze zong bij de Domcantorij, en later de Nederlandse Cantorij, onder leiding van Maarten Kooij en het Utrechts Barok Consort onder leiding van Jos van Veldhoven.